# Star Wars - Il potere della Forza
Il potere della Forza (The Force Unleashed) è un progetto multimediale facente parte dell'Universo espanso di Guerre stellari. È stato sviluppato a partire dal 2008 da LucasArts in collaborazione con Dark Horse Comics, LEGO, Hasbro e Del Rey Books. Consiste in due videogiochi, Star Wars: Il potere della Forza e Star Wars: Il potere della Forza II, due adattamenti cartacei scritti da Sean Williams, due fumetti, action figure, un'espansione per un gioco di ruolo e un manuale di riferimento.
Il potere della Forza è ambientato nel periodo dell'ascesa dell'Impero Galattico compreso tra La vendetta dei Sith e Guerre stellari, e narra la storia di Galen Marek, alias Starkiller, l'apprendista segreto di Dart Fener incaricato di dare la caccia agli ultimi Jedi sopravvissuti all'Ordine 66 e alle sacche di resistenza all'Impero.

## Personaggi originali
- Galen Marek, alias "Starkiller"
- Juno Eclipse, un ufficiale dell'Impero e pilota
- PROXY, un droide
- Rahm Kota, un generale Jedi

## Videogiochi
- Star Wars: Il potere della Forza (2008)
- Star Wars: Il potere della Forza II (2010)

## Romanzi
Sean Williams ha scritto i due adattamenti cartacei dei videogiochi. Star Wars - Il potere della Forza (The Force Unleashed) è stato pubblicato il 19 agosto 2008 negli Stati Uniti ed è stato per una settimana in cima alle classifiche di vendite di romanzi fiction hardcover di The New York Times. Star Wars - Il potere della Forza II (The Force Unleashed II) è stato pubblicato nel 2010.
Entrambi i romanzi sono stati pubblicati in italiano da Multiplayer Edizioni, rispettivamente nel 2010 e nel 2011.

## Fumetti
Star Wars: The Force Unleashed è un fumetto scritto da Haden Blackman e disegnato da Brian Ching, Bong Dazo e Wayne Nichols, pubblicato il 18 agosto 2008 da Dark Horse Comics. Il seguito, Star Wars: The Force Unleashed Volume 2, è stato scritto sempre da Blackman e disegnato da Omar Francia, ed è stato pubblicato il 29 settembre 2010.
I due fumetti sono stati pubblicati in italiano da Panini Comics all'interno della collana Star Wars Legends, nel numero 26 del 20 aprile 2016.